# Acebal (Santa Fé)
Acebal é uma localidade do Departamento Rosario, província de Santa Fé, Argentina. A 38 km de Rosário. O acesso se dá a 22 km, da Ruta Nacional 9: Autopista Rosário-Córdoba. Está a 200 km da cidade e capital provincial Santa Fé.
A comuna foi criada em 19 de dezembro de 1895.

## Santo Padroeiro
- São Domingo de Guzmán, festividade: 8 de agosto.

## Locais Turísticos
- Campo Calcaterra
- Campo La Noria
- Campo Thompson